# ファミリー・ポートレイト
「ファミリー・ポートレイト」はアメリカ合衆国のシンガーソングライターのP!NKの楽曲。この楽曲は、彼女の2枚目のスタジオ・アルバム『ミスアンダストゥッド』に収録され、アルバムからの4曲目のシングルとして2002年12月17日にリリースされた。各国の週間シングルチャートではルーマニアで2位、オランダ、ニュージーランド、スウェーデンで5位を記録した。
| スタブアイコン | サブスタブ | この項目は、まだ閲覧者の調べものの参照としては役立たない、シングルに関連した書きかけの項目です。この項目を加筆・訂正などしてくださる協力者を求めています（P:音楽/PJ:楽曲）。 |